# 쉐보레 몬테카를로
쉐보레 몬테카를로(Chevrolet Monte Carlo)는 제너럴 모터스가 쉐보레 브랜드로 판매했던 스포츠 쿠페이다. 차명인 몬테카를로는 모나코의 행정 구역명에서 따왔다.

## 1세대

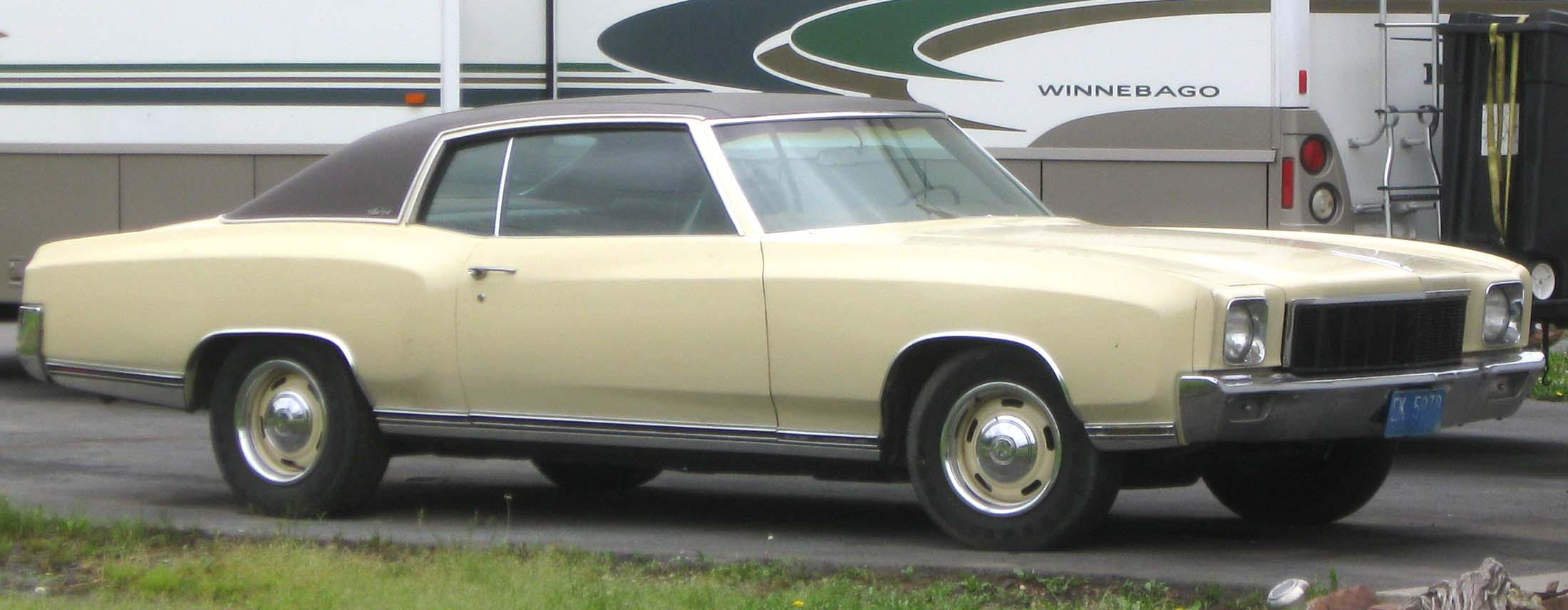
쉐보레 몬테카를로 정측면

1970년에 출시되어 1972년까지 A-바디를 플랫폼으로 생산하였다. 폰티액 그랑프리를 재해석한 차라고도 할 수 있으며, 이 차는 미국인들의 사랑을 받은 차였다.

## 2세대

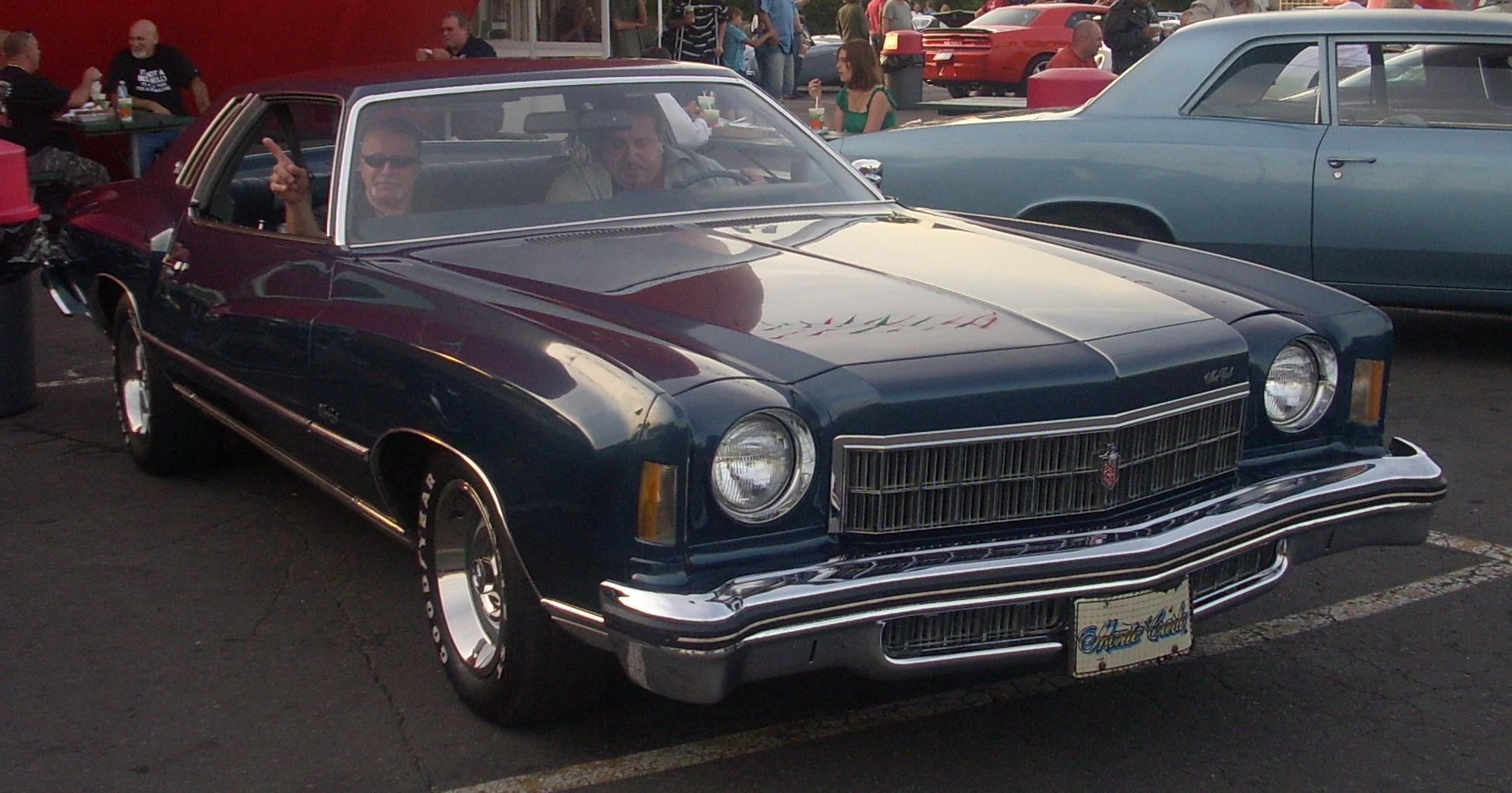
쉐보레 몬테카를로(전기형) 정측면

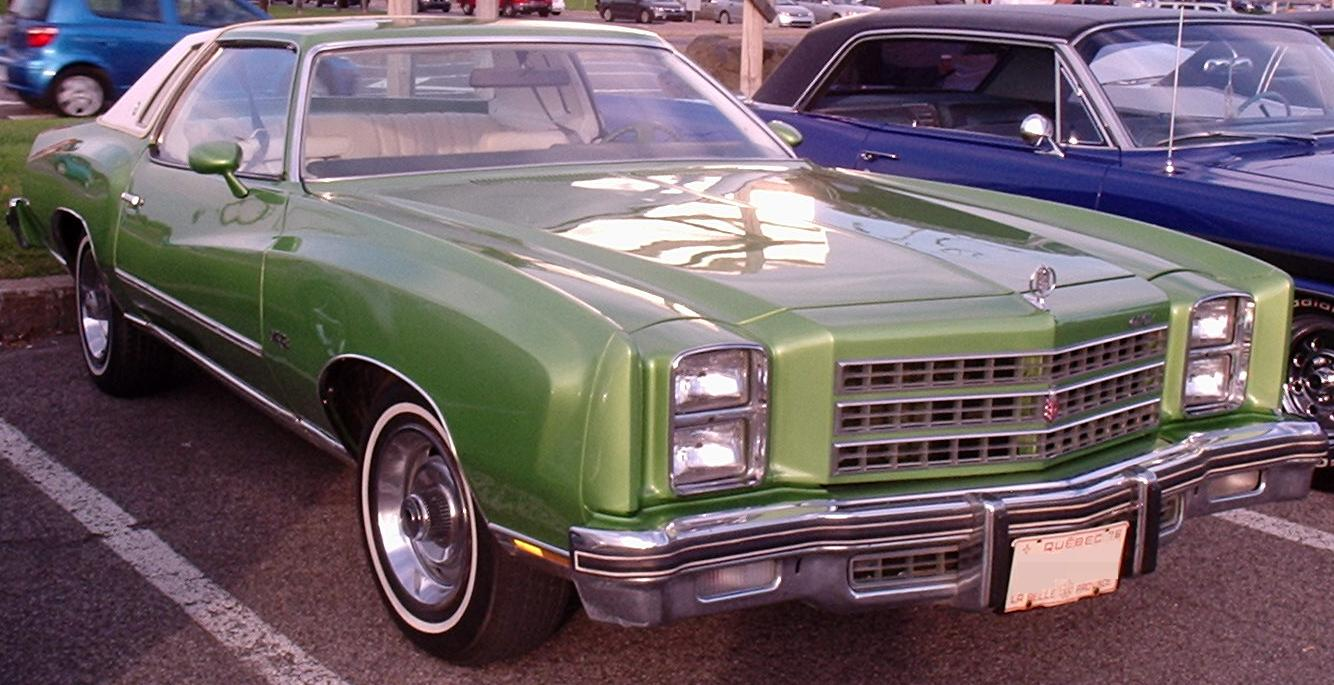
쉐보레 몬테카를로(후기형) 정측면

1973년부터 1977년까지 생산되었다. 제너럴 모터스의 풀 사이즈 쿠페 라인업에 공식적으로 포함되기 시작하였다. 1세대에서 페이스 리프트를 거친 것에 지나지 않아 C필러의 모양, 전면부 디자인 등 외에 큰 차이는 없다.

## 3세대

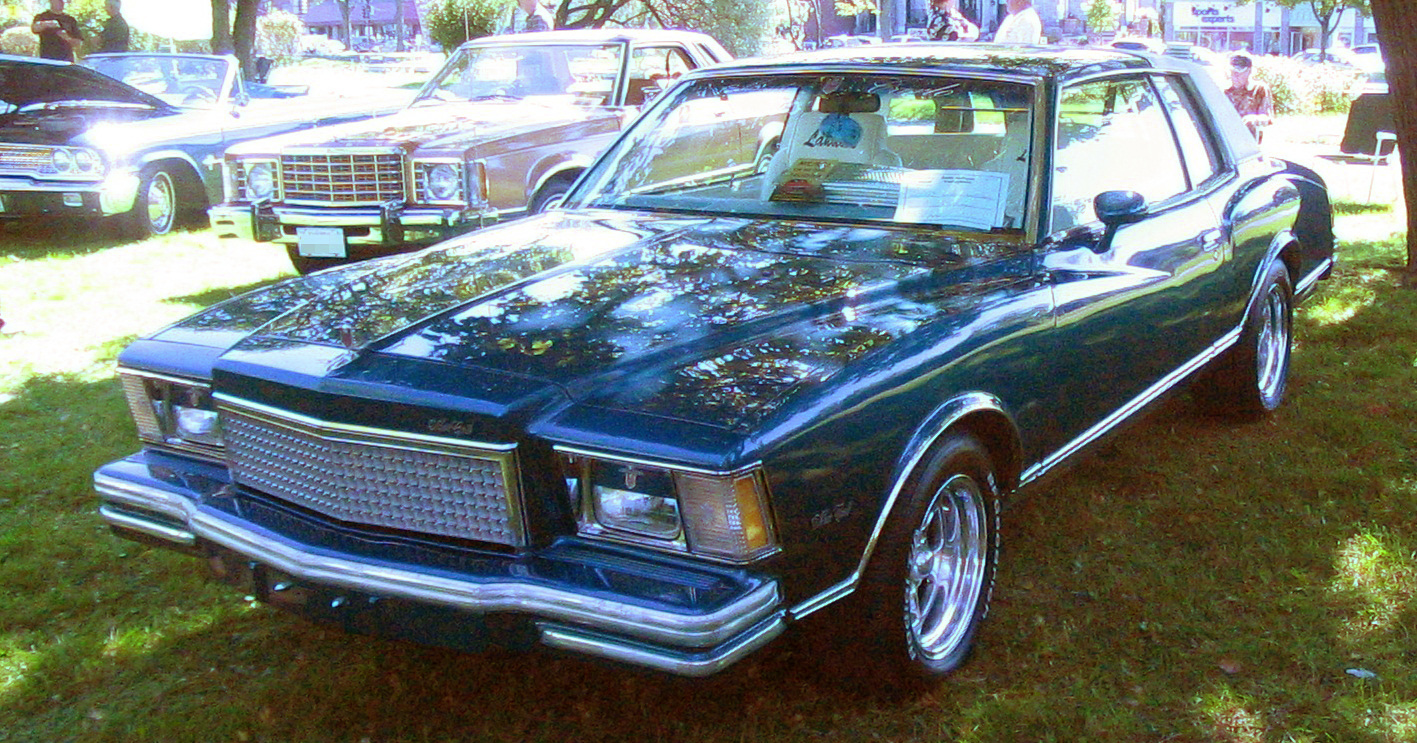
쉐보레 몬테카를로 정측면

1977년부터 1980년까지 생산되었다. 과거의 크고 아름다운 이미지에서 벗어나 고급스러움과 날렵한 이미지를 얻고자 했다.

## 4세대

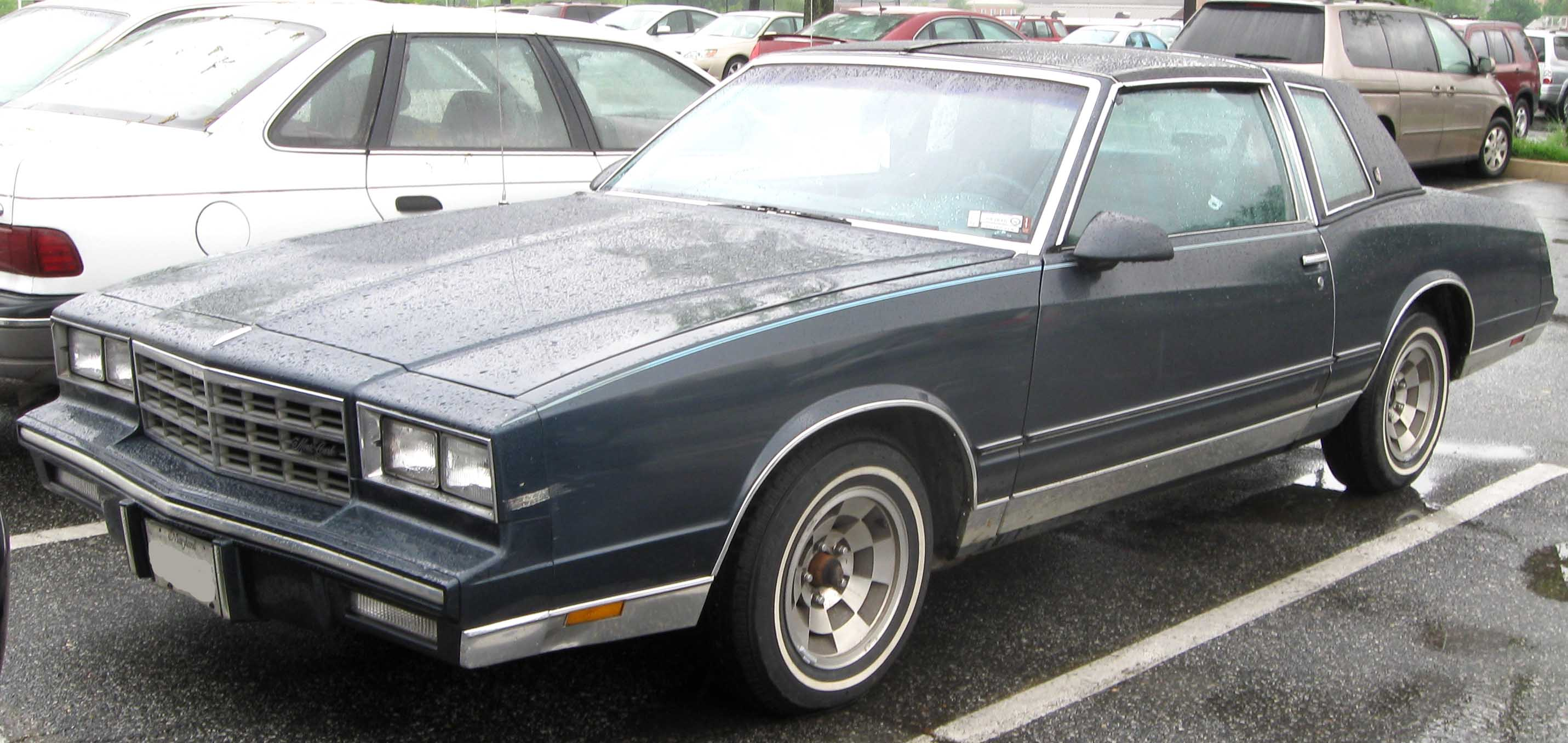
쉐보레 몬테카를로 정측면

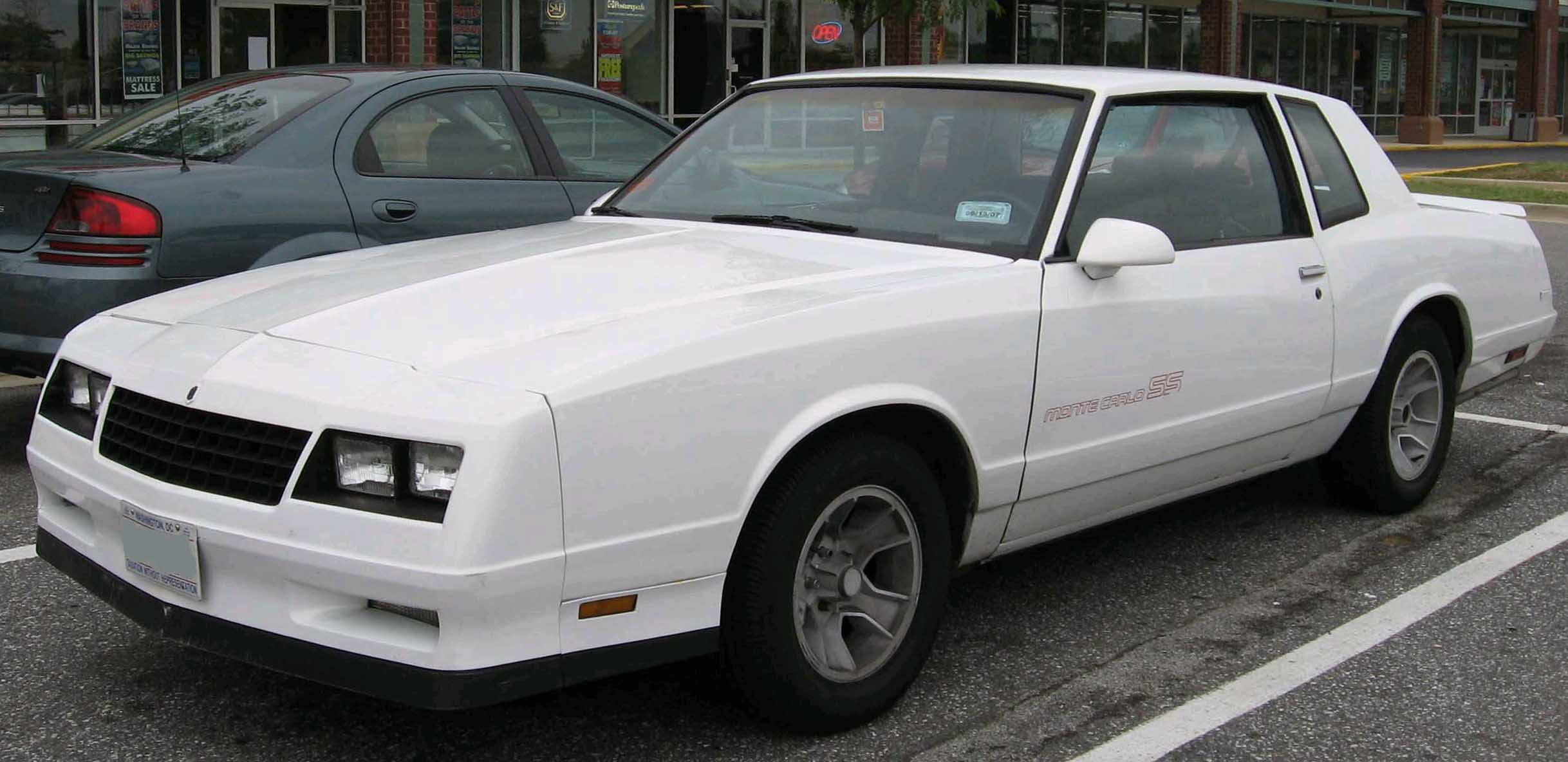
쉐보레 몬테카를로 SS 정측면

1980년에 출시되었으며, 역대 몬테카를로 중 최후의 후륜구동 방식 차종이다. 파워스티어링이나 자동변속기 등 당시로썬 꽤 호화로운 편의 사양을 많이 넣었고, 전체적으로 초반의 이미지로 돌아갔다. 그래도 인기가 상당해서 8년 동안 생산되다가 1988년에 단종되어 몬테카를로의 역사는 한동안 사라졌었다. 이후 1989년에 후속 차종인 루미나 쿠페로 대체되었다.

## 5세대

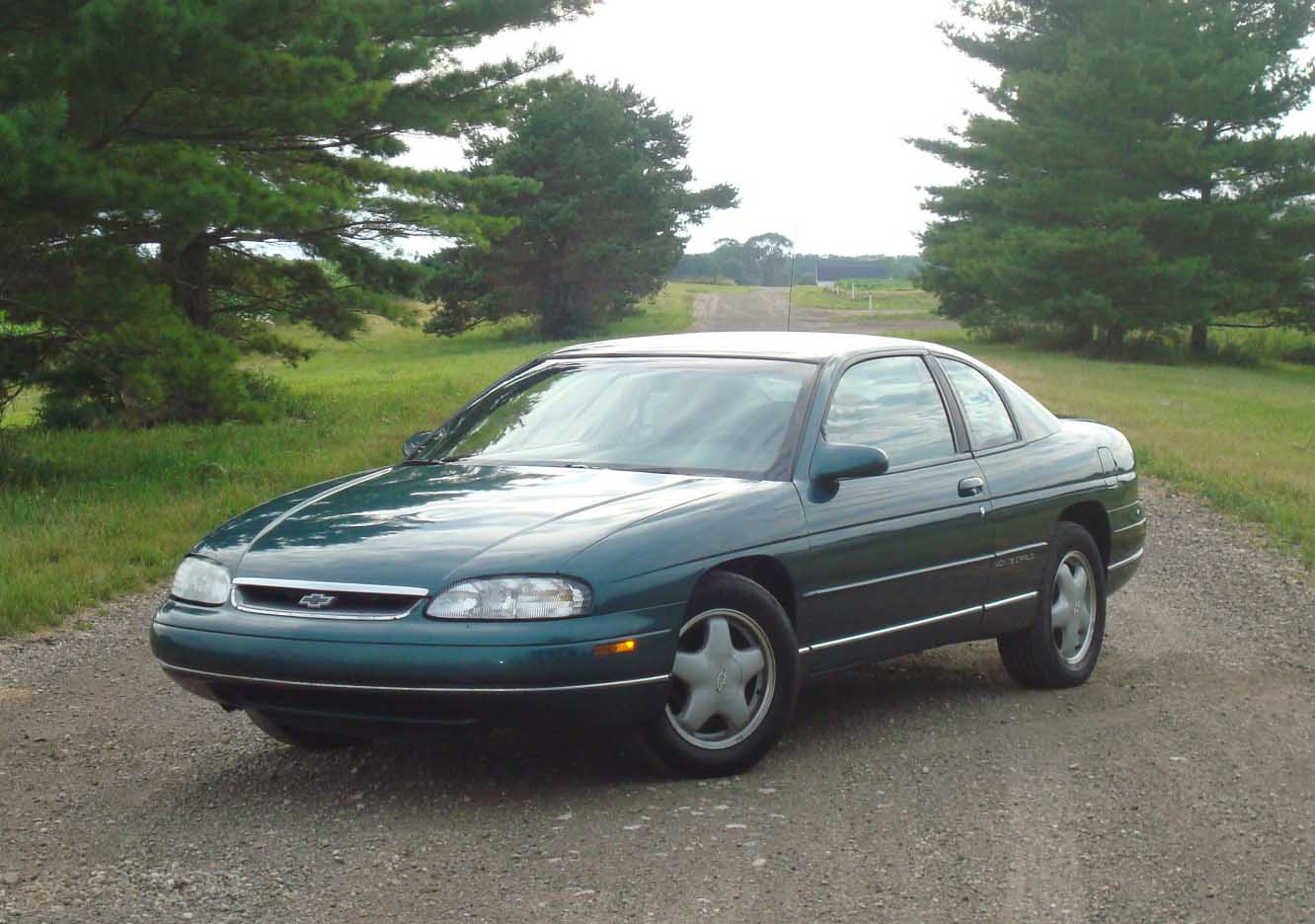
쉐보레 몬테카를로 정측면

1994년 2월 14일에 루미나 쿠페의 후속 차종으로 출시되어 몬테카를로의 명맥이 다시 이어졌다. 4세대까지는 후륜구동 방식이었으나, 5세대부터는 전륜구동 방식으로 바뀌었다. 상업적으론 성공했으나, 좋지 않은 대접을 받는 차로 의심 받아 몬테카를로 매니아들에게는 무시당하기도 했다. 1999년 9월까지 생산되었다.

## 6세대

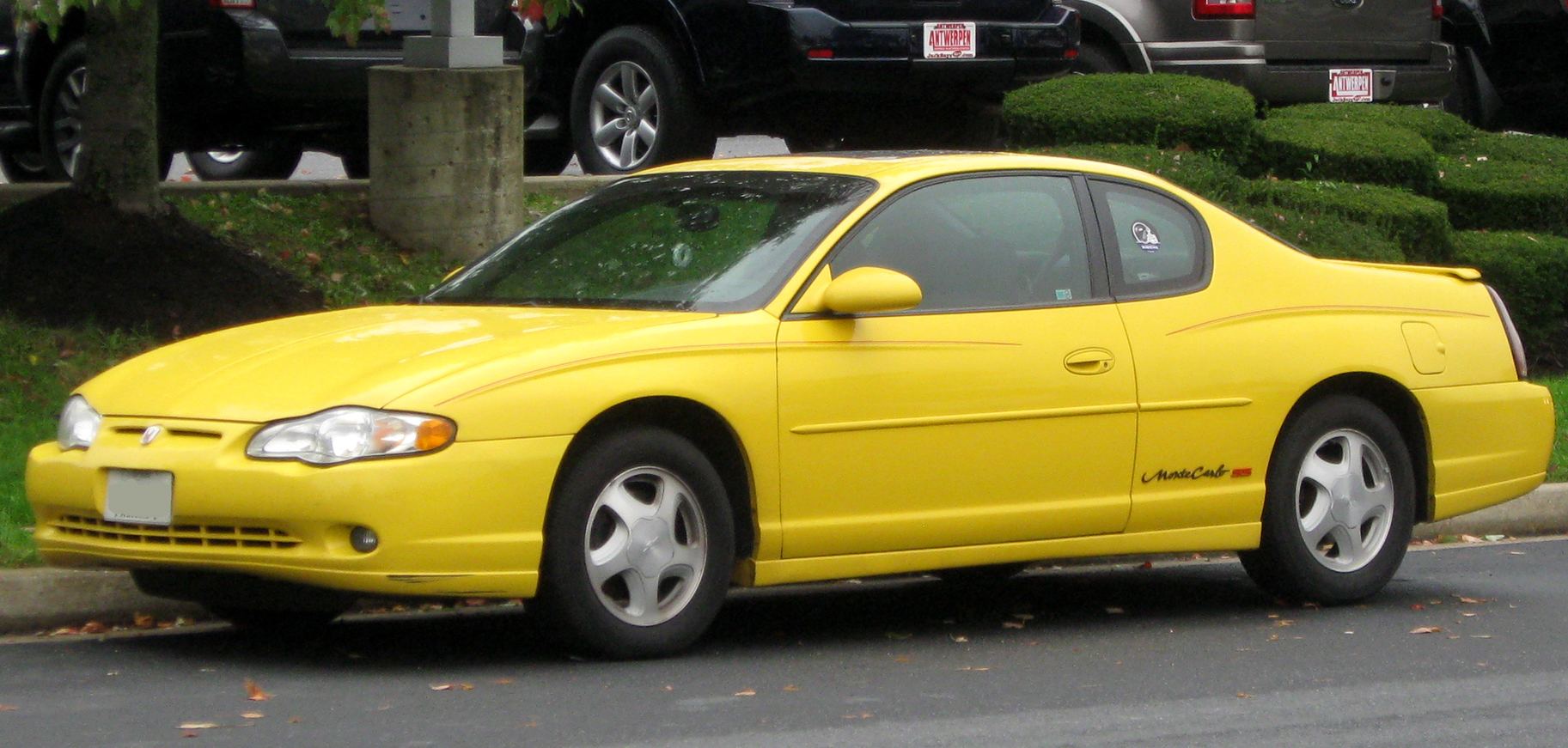
쉐보레 몬테카를로(전기형) 정측면

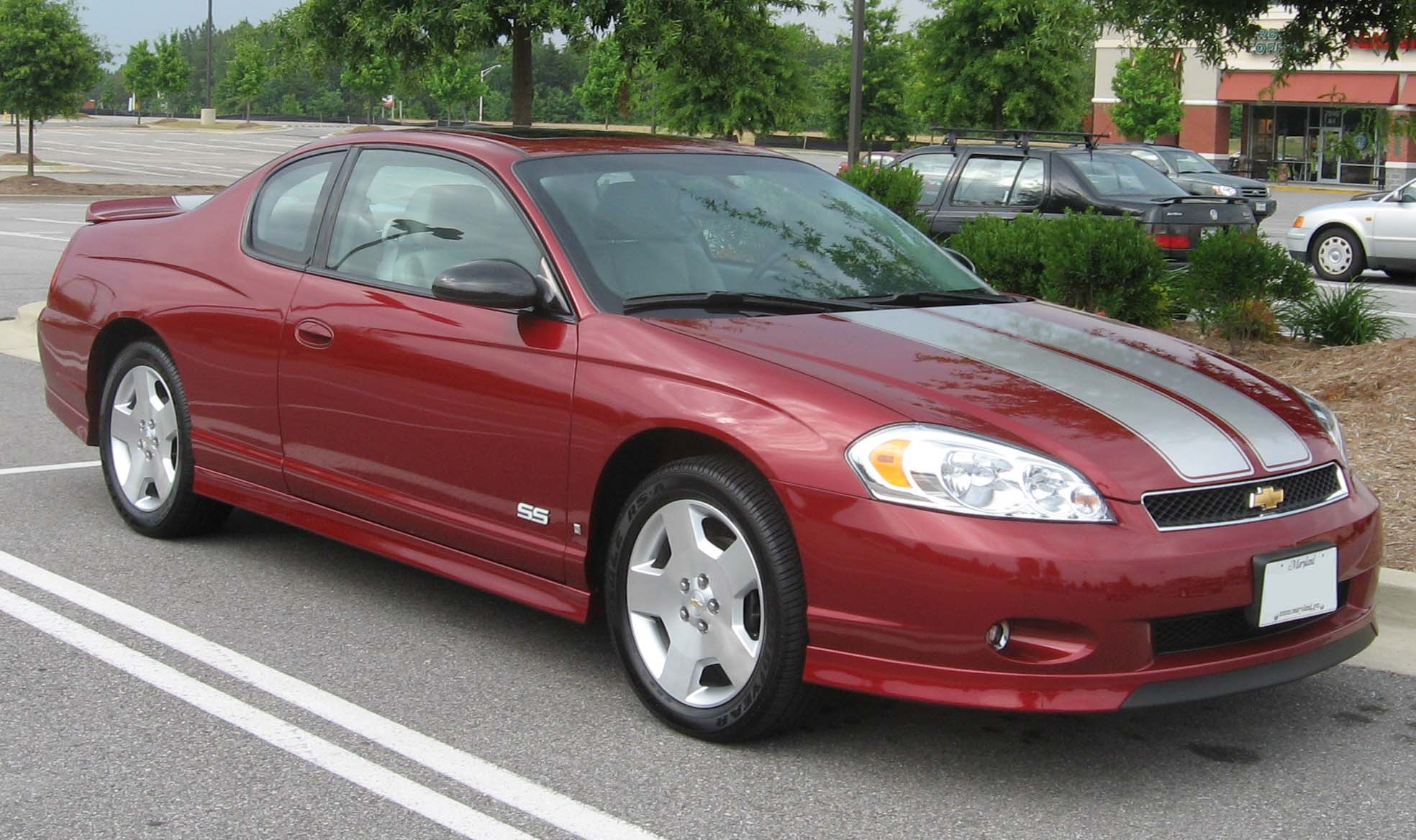
쉐보레 몬테카를로 SS(후기형) 정측면

1999년에 출시되었다. 5세대의 정립되지 못한 이미지를 쇄신하였다. 2006년에 임팔라와 유사한 모습으로 페이스 리프트를 거쳤다. 나스카에도 출전하고 나름대로 성공한 차종이었다. 그러나 GM의 사정은 곤두박질치고 있었고, 브랜드를 매각함과 차종 정리에 따라 2007년 6월 19일에 마지막 생산분 1대가 판매되어 2009년에 부활한 카마로와 통합되는 형식으로 단종되었다.